# Zyklonsaison im Nordindik 2012
Die Zyklonsaison im Nordindik 2012 hat keine offiziellen Grenzen wie in anderen Becken üblich, sondern läuft das ganze Jahr hindurch. Die tropischen Wirbelstürme bilden sich allerdings in diesem Becken in der Regel zwischen April und Dezember, wobei die Monate vor und nach der Monsunsaison, also April/Mai und Oktober/November die aktivsten sind. Einen tropischen Wirbelsturm im Indischen Ozean bezeichnet man als Zyklon.
Das zuständige Regional Specialized Meteorological Centre (RSMC) ist das India Meteorological Department in Neu-Delhi. Dieses vergibt für diejenigen tropischen Wirbelstürme, die mindestens den Status eines Zyklons erreichen, einen Namen. Tiefdruckgebiete (je nach Windgeschwindigkeit depressions oder deep depressions) werden fortlaufend nummeriert, wobei die Buchstabenkombination BOB anzeigt, dass sich das System im Golf von Bengalen bildete. Die Buchstaben ARB stehen sinngemäß für das Arabische Meer.
Durch das Joint Typhoon Warning Center (JTWC) in Honolulu werden für die US-amerikanischen Einrichtungen im Indischen Ozean eigenständige Warnungen und Prognosen ausgegeben. Durch das JTWC erfolgt die Einstufung nach der Saffir-Simpson-Hurrikan-Windskala, das RSMC wendet für die Einstufung eigene Kriterien an, denen unter anderem die Messung der andauernden Windgeschwindigkeit auf Basis einer dreiminütigen Beobachtung zugrunde liegt.

## Sturmnamen
Tropische Wirbelstürme im Indischen Ozean werden durch das RSMC des India Meteorological Department benannt. Die Namen werden jeweils nur einmal verwendet, es werden also keine Namen verheerender Stürme nach Ende der Saison von der Liste der Namen tropischer Wirbelstürme gestrichen. Die folgenden Namen wurden für benannte Stürme benutzt:
Murjan, Nilam

## Stürme

### Deep Depression BOB 01
Am 10. Oktober begann das IMD mit der Überwachung einer Depression, die aus einem Gebiet von Konvektion entstand und sich mithilfe der Reste von Tropensturm Gaemi aus dem Westpazifik bilden konnte. Als das System zur Depression BOB 01 aktualisiert wurde, befand es sich etwa 350 km südöstlich von Kalkutta. Im Laufe des Tages zog die Depression langsam Richtung Norden und zog früh am 11. Oktober über Bangladesch an Land. Nachdem das System an Land gegangen war, veröffentlichte das IMD die letzte Warnung zu der Depression, als sie sich zu einem Gebiet niedrigen Luftdruckes abschwächte.
Der Sturm brachte starke Winde und schwere Regenfälle nach Bangladesch und verursachte großen Schaden. Mindestens 1500 Schlamm-, Stroh- und Zinnhäuser wurden zerstört und 30.000 mehr wurden beschädigt. In Bangladesch starben mindestens 43 Menschen. Insgesamt wurden durch den Sturm 106.585 Menschen in Mitleidenschaft gezogen. Der größte Schaden wurde entlang der Küste gemeldet. Auf dem Meer wurden mehrere tausend Fischer vermisst. Diese Zahl wurde allerdings bereits auf 60 reduziert. Entlang der Küste von Bangladesch wurden keine Sturmwarnungen herausgegeben, da die Vorhersage für einen starken Sturm nicht bestand. In der Nachanalyse des Sturms wurde festgestellt, dass die Depression eigentlich eine Deep Depression war, bevor sie über Bangladesch an Land ging.

### Zyklonischer Sturm Murjan (01A)
Früh am 23. Oktober meldete das IMD, dass sich ein Gebiet niedrigen Luftdruckes im südöstlichen Arabischen Meer in eine Depression verstärkt hatte und vergab dieser darum die Bezeichnung ARB 01. Zum Zeitpunkt der Aktualisierung befand sich das System etwa 800 km westlich von Lakshadweep. Nach der Heraufstufung intensivierte sich die Depression rasch in eine Deep Depression, bevor das JTWC einen Tropical Cyclone Formation Alert zu dem System veröffentlichte. Spät am 24. Oktober berichtete das IMD, dass sich die Deep Depression in einen Zyklonischen Sturm verstärkt hatte und vergab darum den Namen Murjan. Murjan setzte seinen nach Westen gerichteten Kurs wegen eines subtropischen Rückens im Norden fort und konnte in einem Gebiet von nur leichter Windscherung seine Intensität halten. Am Nachmittag des 25. Oktobers ging Murjan über der Region Bari in Somalia als ein Zyklonischer Sturm an Land und schwächte sich darum später in ein tropisches Tiefdruckgebiet ab. Um 06:00 UTC am 26. Oktober gab das IMD die letzte Warnung zu Murjan heraus.
Im Zusammenhang mit dem Sturm gab es Meldungen von großen Überflutungen in Boosaaso. Murjan brachte starke Winde und heftige Regenfälle nach Somalia, von denen aber niemand getötet wurde.

### Zyklonischer Sturm Nilam (02B)
Ein Gebiet von Konvektion überquerte am 23. Oktober den Isthmus von Kra und zog somit vom Golf von Thailand in den Golf von Bengalen. Das Gebiet organisierte sich langsam und das JTWC veröffentlichte am 28. Oktober um 03:30 Uhr UTC einen Tropical Cyclone Formation Alert zu dem System. Später am selben Tag aktualisierte das IMD das System zur Depression BOB 02. Zum Zeitpunkt der Aktualisierung befand sich die Depression etwa 550 km ostnordöstlich von Trincomalee, Sri Lanka. Das System konnte sich am 29. Oktober schnell in eine Deep Depression verstärken. Später am selben Tag stufte das JTWC das System zu einem tropischen Sturm herauf und bezeichnete diesen als 02B. Die Deep Depression entwickelte sich am 30. Oktober stets weiter und das IMD stufte sie am selben Tag zu einem Zyklonischen Sturm herauf, der den Namen Nilam erhielt. Am 31. Oktober ging Nilam in der Nähe von Mamallapuram im Bundesstaat Tamil Nadu in Indien mit Windgeschwindigkeiten von 100 km/h an Land und fing an sich abzuschwächen, was das JTWC dazu veranlasste, die letzte Warnung zu Nilam herauszugeben. In den frühen Morgenstunden des 1. Novembers schwächte sich der Sturm im Landesinneren zu einer Deep Depression ab. Als Nilam immer weiter ins Festland zog und sich schon weit westlich von Chennai befand, schwächte sich das System in eine Depression ab und löste sich noch am selben Abend über dem nördlichen Karnataka, Indien vollständig auf.
Der Sturm brachte heftige Regenfälle nach Sri Lanka. Eine Frau wurde von einem umstürzenden Baum getötet, der während der starken Winde im Distrikt Galle auf ihr Haus fiel. Öffentliche Verkehrsmittel lagen für einige Zeit aufgrund der fehlenden Elektrizität lahm. In Chennai, Indien wurden alle Schulen sowie alle Kollege geschlossen. Insgesamt wurden durch den Sturm bisher 75 Menschen getötet.

### Deep Depression BOB 03 (03B)
Am 12. November entstand über dem Golf von Bengalen ein Gebiet gestörten Wetters. Die Störung konnte sich langsam organisieren und das JTWC veröffentlichte am 17. November einen Tropical Cyclone Formation Alert zu dem System. Noch am selben Tag stufte das IMD es zu einer Depression herauf und gab dieser die Bezeichnung BOB 03. Als die Depression mehr und mehr Konvektion bildete, stufte das IMD sie am selben Abend als eine Deep Depression ein. In der Nacht zum 18. November begann auch das JTWC, Warnungen zu dem System herauszugeben und stufte dieses in einen tropischen Sturm ein, der die Bezeichnung 03B erhielt. Im Verlauf des 18. Novembers begann starke Windscherung aus dem Südwesten das System zu schwächen und es verlor die meiste Konvektion. Am folgenden Tag meldete das IMD, dass sich BOB 03 in eine Depression abgeschwächt hatte. Nur wenig später gab auch das JTWC keine Warnungen zu dem Sturm mehr heraus. Am Abend des 19. Novembers meldete das IMD, dass sich das System in ein Gebiet niedrigen Luftdruckes abgeschwächt hatte und veröffentlichte so die letzte Warnung.

### Deep Depression ARB 02 (04A)
Am 19. Dezember entstand über dem Arabischen Meer ein Gebiet niedrigen Luftdruckes. Es zog langsam Richtung Westen, organisierte sich und wurde am Vormittag des 22. Dezembers vom IMD zur Depression ARB 02 aktualisiert. Das JTWC tat dies am frühen Morgen des 23. Dezembers auch und stufte das System zu einem tropischen Sturm herauf, der die Bezeichnung 04A erhielt. Daraufhin aktualisierte das IMD die Depression zu einer Deep Depression. Im weiteren Verlauf zog das System am 24. Dezember streng nach Westen und dabei in ein Gebiet von starker Windscherung hinein. Diese sorgte dafür, dass sich die Zirkulation weitgehend auflöste und das JTWC und das IMD am 25. Dezember jeweils die letzten Warnungen veröffentlichten.